# Карачельский сельсовет
Караче́льский сельсовет — муниципальное образование со статусом сельского поселения в составе Шумихинского района Курганской области.упразднённые административно-территориальная единица и муниципальное образование со статусом сельского поселения в составе Шумихинского района Курганской области в связи с преобразованием района в Шумихинский муниципальный округ.
Административный центр — село Карачельское.

## История
В соответствии с Законом Курганской области от 6 июля 2004 года № 419 сельсовет наделён статусом сельского поселения.

## Население
| 1989 | 2002  | 2010  | 2012 | 2013 | 2014 | 2015 |
| ---- | ----- | ----- | ---- | ---- | ---- | ---- |
| 1484 | ↘1261 | ↘1042 | ↘977 | ↘931 | ↘880 | ↘858 |
| 2016 | 2017  | 2018  | 2019 | 2020 |      |      |
| ↘838 | ↘827  | ↘815  | ↘792 | ↘776 |      |      |

## Образование
В настоящее время в сельсовете 2 образовательных учреждения:
- МКДОУ «Карачельский детский сад» (село Карачельское);
- МКОУ «Карачельская средняя общеобразовательная школа им. заслуженного учителя РФ Шаламова Н.А.» (село Карачельское).

## Состав сельского поселения
| № | Населённый пункт | Тип населённого пункта       | Население |
| - | ---------------- | ---------------------------- | --------- |
| 1 | Береговая        | деревня                      | ↘12       |
| 2 | Большое Дюрягино | деревня                      | ↘396      |
| 3 | Карачельское     | село, административный центр | ↘634      |